# Dirt Racer
Dirt Racer är ett SNES-spel; utgivet 1995. Spelet använder sig av Super FX-chippet.

### Fotnoter
1. 1 2 3  ”släppinformation”. Gamefaqs. Arkiverad från originalet den 3 maj 2014. https://web.archive.org/web/20140503184431/http://www.gamefaqs.com/snes/942055-dirt-racer/data. Läst 3 maj 2014.
2. ↑  ”Super FX chip information”. SNES Central. http://www.snescentral.com/article.php?id=0988. Läst 3 maj 2014.